# Cengkong (Parengan)
Cengkong is een bestuurslaag in het regentschap Tuban van de provincie Oost-Java, Indonesië. Cengkong telt 1450 inwoners (volkstelling 2010).